# بيل هاري
بيل هاري (بالإنجليزية: Bill Harry)‏ هو صحفي بريطاني، ولد في 17 سبتمبر 1938 في Smithdown Road ‏ في المملكة المتحدة.

## وصلات خارجية
- بيل هاري على موقع ميوزك برينز (الإنجليزية)